# Lits

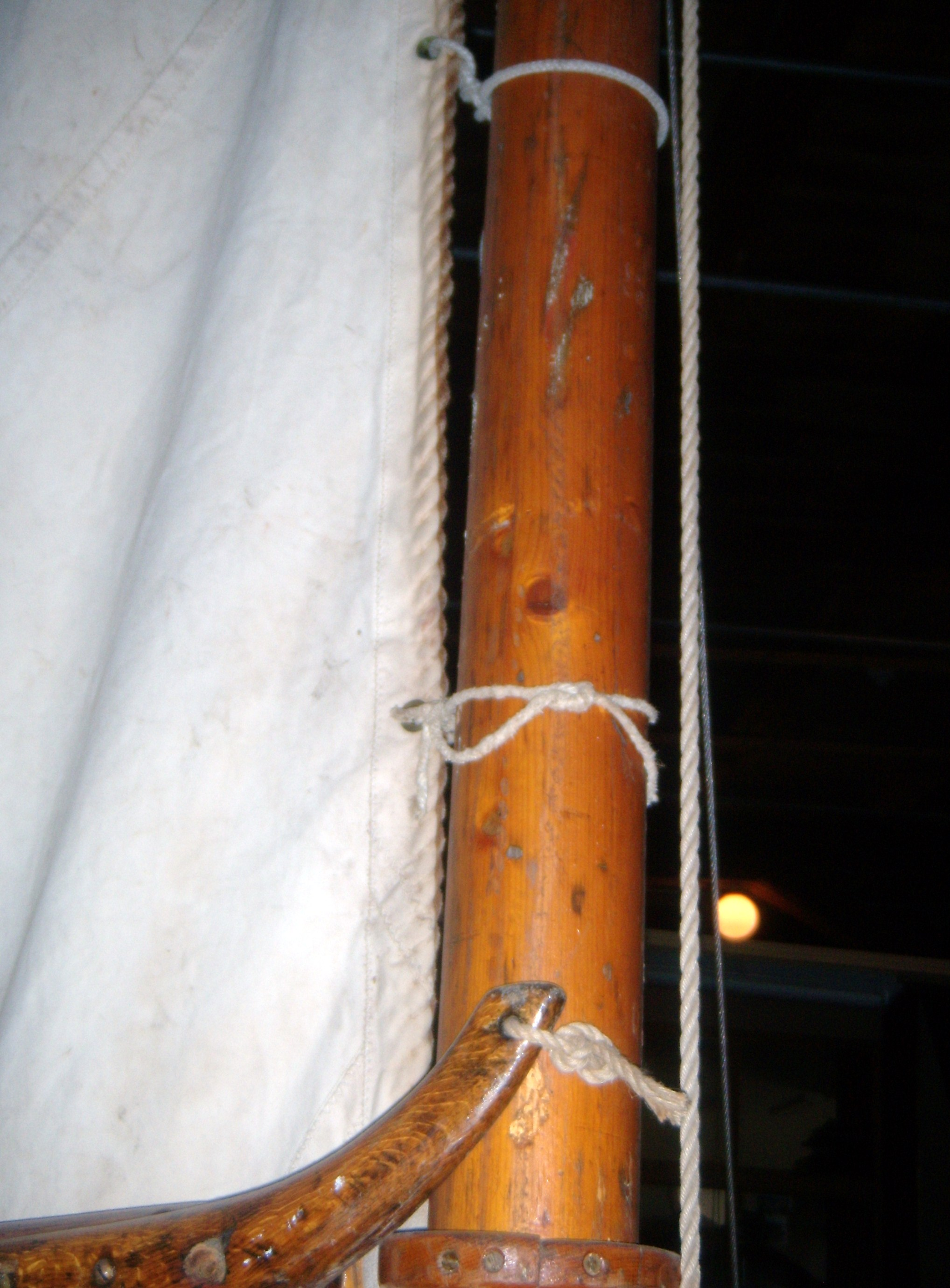
Litsning med tampar runt masten
Foto boatbuilder

Litsa, litsning, är metoden att fästa ett segel mot mast, rå, eller förstag på en segelbåt eller ett segelfartyg. Både arbetsmomentet och att utföra en sådan infästning i sig kallas litsa eller litsning. En litsning utföres på så sätt att seglen kan sättas (hissas upp) eller halas ned på mast eller stag.
Litsning kan göras med pistolhakar eller olika litshakar av metall eller plast för att fästa ett försegel i till exempel förstaget. Litsning med rep eller tamp utföres genom att fästa längs seglets kant lösa tampar, linor eller rep. Dessa tränsas eller binds genom öljetter längs seglets främre kant samt runt masten. Litsning med rep eller tamp förekommer numera på mindre jollar eller allmogebåtar och på vissa äldre segelbåtar eller segelfartyg. 
Litsringar kan vara av trä, rotting eller metall som löper på masten eller rundhult. 
På moderna segelbåtar används en litsskena, (mastskena) fäst på mastens akterkant för till exempel storseglets travare. Det finns system där masten har en invändig ränna i masten (likränna) där storseglets lik träs när segel sätts, ett vanligt sätt på äldre master av trä. 

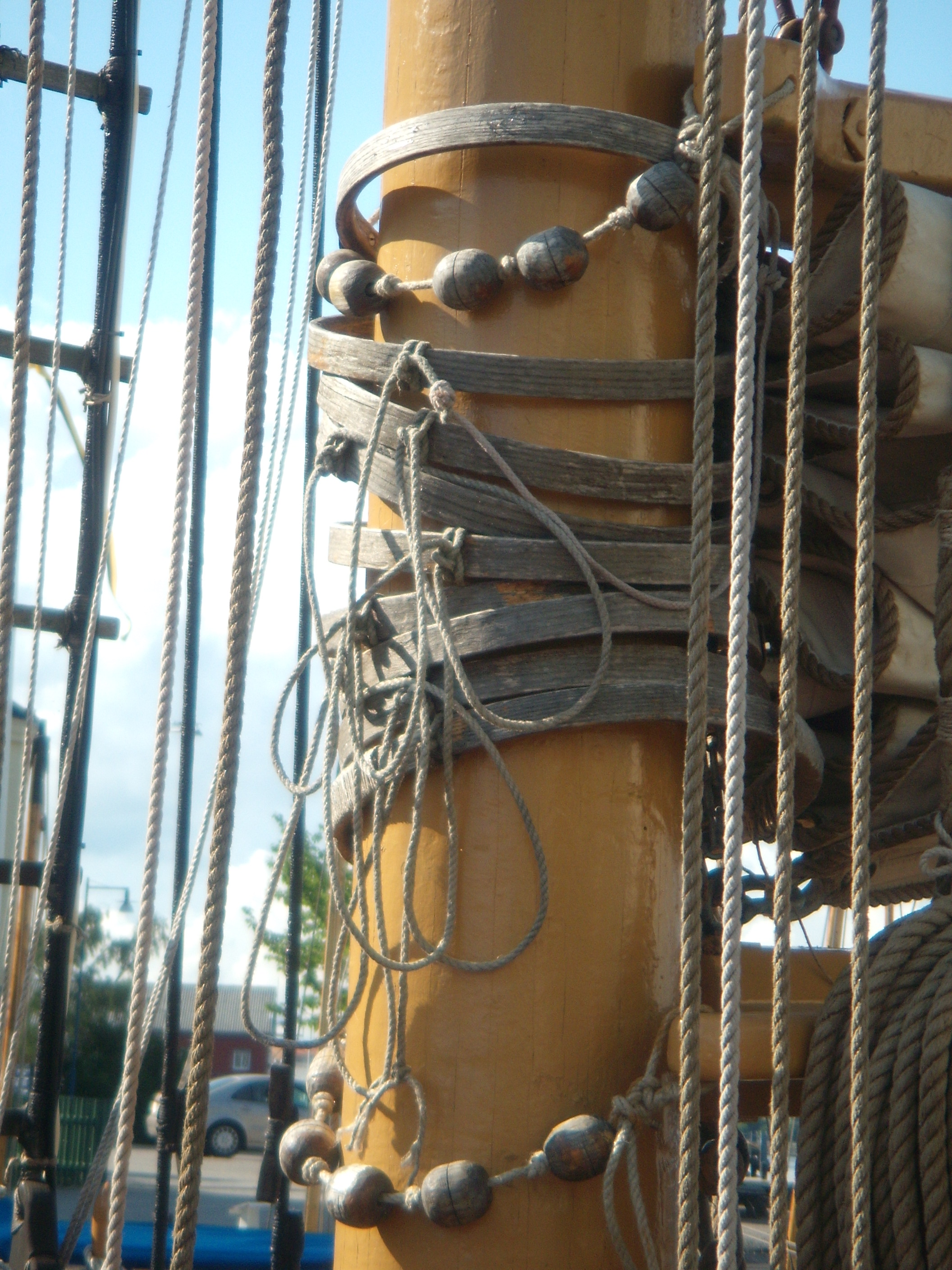
Litsning med litsringar på ett gaffelsegel
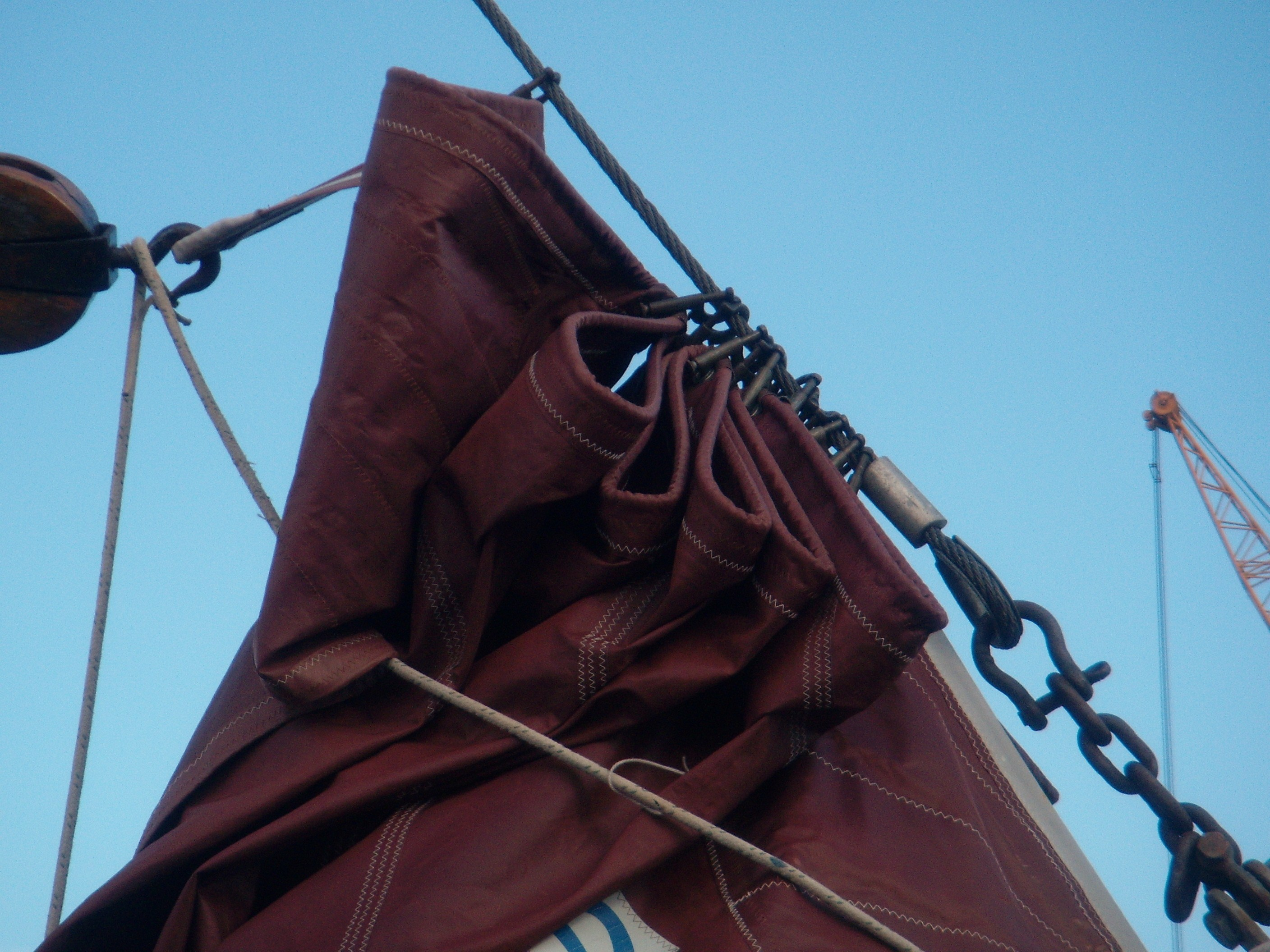
Litsning med pistolhakar på förstaget